# Великий момент
«Великий момент» (англ. The Great Moment) — кинофильм режиссёра Престона Стёрджеса, вышедший на экраны в 1944 году. Лента, основанная на книге Рене Фюлёп-Миллера «Триумф над болью» (англ. Triumph Over Pain), повествует о жизни американского стоматолога и изобретателя анестезии Уильяма Мортона.
Фильм был снят ещё в 1942 году, однако студия Paramount Pictures была недовольна результатом, ожидая от Стёрджеса более привычной для него лёгкой комедии. Лишь два года спустя в прокат была выпущена перемонтированная без участия режиссёра версия. Картина не имела успеха, что стало одним из симптомов заката карьеры Стёрджеса.

## Сюжет
Вдова Уильяма Мортона Элизабет принимает в гостях старого знакомого Эбена Фроста. Они с сожалением говорят о том, что коллеги и общество не оценили работу Уильяма при жизни, и принимаются вспоминать о его пути к открытию. Мортон вышел из фермерской среды и из-за бедности смог выучиться лишь на стоматолога, который не воспринимался в то время в качестве «настоящего врача». В своей практике Уильям сталкивается с тем, что из-за жестокой зубной боли он не может эффективно помогать пациентам, и начинает искать способы на время устранять боль. Поиски приводят его к идее использовать диэтиловый эфир, однако коллеги поначалу не принимают его открытие всерьёз...

## В ролях
- Джоэл Маккри — Уильям Мортон
- Бетти Филд — Элизабет Мортон, жена Уильяма
- Гарри Кэри — профессор Уоррен
- Уильям Демарест — Эбен Фрост
- Луис Джин Хейдт — доктор Хорас Уэллс
- Джулиус Таннен — доктор Чарльз Джексон
- Эдвин Максвелл — вице-президент медицинского общества
- Портер Холл — президент Франклин Пирс
- Франклин Пэнгборн — доктор Хейвуд
- Тёрстон Холл — сенатор Борланд
- Джозеф Фаррелл Макдональд — священник
- Хейни Конклин — уборщик